# Léger Marie Deschamps

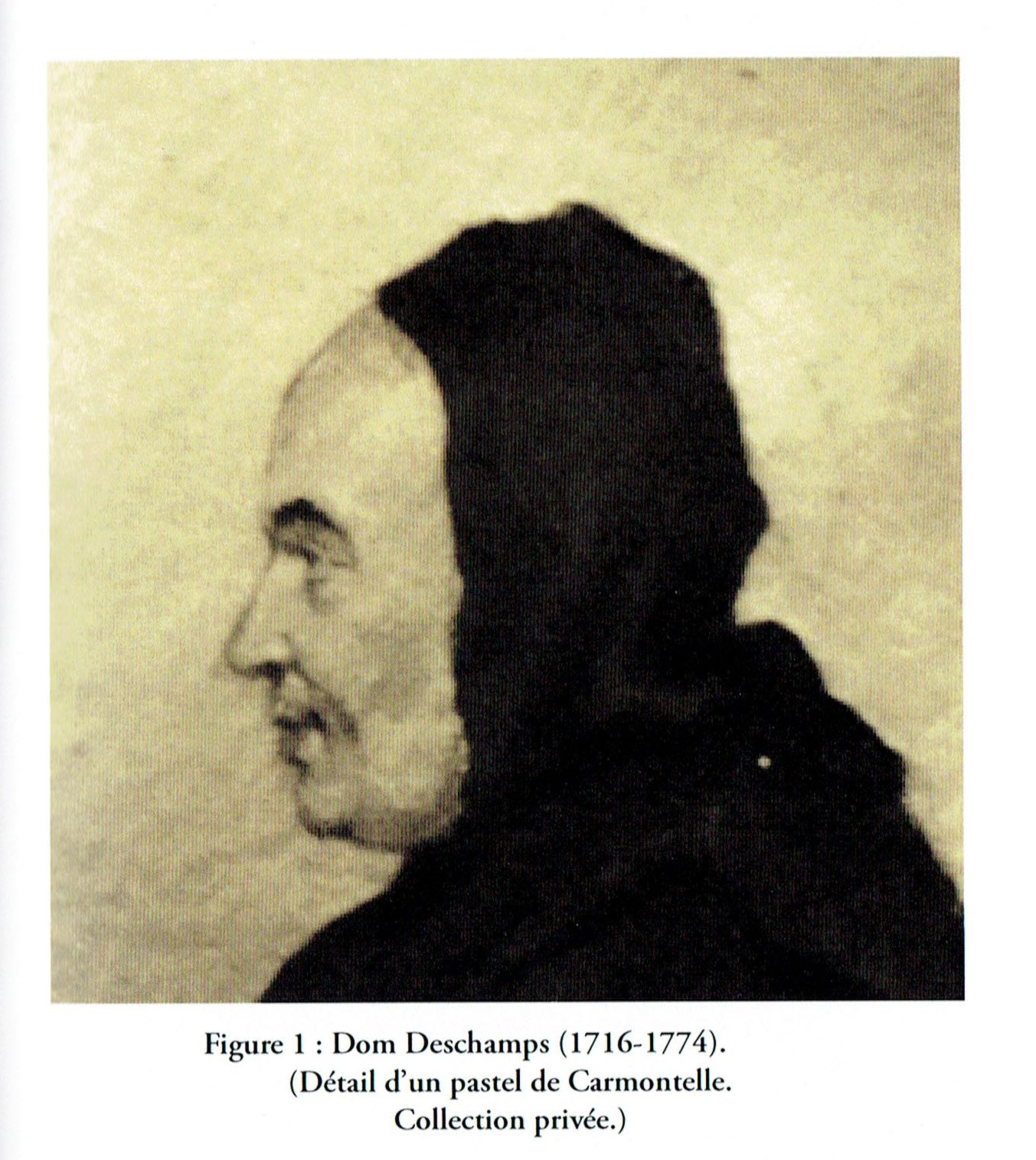
Léger-Marie Deschamps

Léger Marie Deschamps (Benediktiner-Name: Dom Deschamps; * 10. Januar 1716 in Rennes; † 19. April 1774 Montreuil-Bellay) war ein französischer Utopist und Philosoph. Deschamps publizierte anonym zwei Bücher, in denen er eine atheistische Utopie frei von Eigentum und Unterdrückung entwarf.

## Leben und Wirken
Er trat in Rennes in einen Benediktinerorden ein und legte sein Gelübde am 8. September 1733 ab. Obgleich er in seinen Auffassungen dem Glaubensauslegungen gegenüber heterodox eingestellt war, blieb er dem religiösen Handeln im Klosterleben stets verbunden.
Er begab sich in ein Kloster in Montreuil-Bellay bei Samur, wo er später das Amt eines Prokurators einnahm. Später machte er die Bekanntschaft mit Marc-Pierre d’Argenson, der ihn ab dem Jahre 1760 protegierte und freundschaftlich verbunden war. Durch ihn erhielt er Kontakt zu Voltaire und einigen weiteren Enzyklopädisten.
Deschamps korrespondierte u. a. mit Rousseau, Helvétius, d’Alembert und Voltaire. Mit Denis Diderot traf er persönlich zusammen, als jener an seinem D’Alemberts Traum, Le rêve de D’Alembert (1769), arbeitete; er nannte Marie Deschamps als „moine athée“ atheistischen Mönch.
Er verstarb 1774 im Kloster Montreuil-Bellay.

## Werke
- Lettres sur l'esprit du siècle, London, Edouard Young, M. DCC. LXIX
- Le Vrai Système ou le Mot de l’énigme métaphysique et morale. Faksimile veröffentlicht unter der Schirmherrschaft der Société des textes français modernes, von Jean Thomas und Franco Venturi Droz, Paris 1939
- Observations métaphysiques. hrsg. von Leana Quilici, Pise, Scuola normale superiore, 1988.
- Œuvres philosophiques. Einführung und hrsg. von Bernard Delhaume, mit einem Vorwort von d’André Robinet, J. Vrin, Paris 1993.
- Correspondance générale. établie à partir des archives d’Argenson, avec les Lettres sur l'esprit du siècle, 1769, et La Voix de la raison contre la raison du temps. 1770, introduction, édition et annotation par Bernard Delhaume, préface de Jacques D’Hondt,  Honoré Champion, Paris 2006